# Stegana latipenis
Stegana latipenis är en tvåvingeart som beskrevs av Xu, Gao och Chen 2007. Stegana latipenis ingår i släktet Stegana och familjen daggflugor. Inga underarter finns listade i Catalogue of Life.